# Cirsium hachimantaiense
Cirsium hachimantaiense là một loài thực vật có hoa trong họ Cúc. Loài này được Kadota mô tả khoa học đầu tiên năm 2004.